# Lamponoides coottha
Lamponoides coottha là một loài nhện trong họ Lamponidae. Loài này được phát hiện ở Queensland và New South Wales.